# Gustaf Adolf Nessler (klockare)
Gustaf Adolf Nessler, född 30 mars 1824 i Mustasaari, död 27 december 1907 i Malax, var klockare i Malax församling 1860–1904. Tidigare klockare i Kronoby (1846–1853) och Oravais (1853–1860) församlingar.
Gustaf Adolf Nessler föddes 30 mars 1824 i Mustasaari socken. Han var son till glasmakaren Johan Petter Nessler på Grönviks glasbruk och dennes hustru Stina Maja, född Söderberg. Gustaf Adolf Nessler gifte sig 1843 med Eva Stina Gabrielsdotter Loo (1819–1891) och efter hennes död gifte han 1891 om sig med Brita Maria Mattsdotter Finnilä (1854–?). Han fick sju barn i det första äktenskapet varav ett dog i ung ålder, det enda barnet i det andra äktenskapet dog knappt två månader gammalt.
Gustaf Adolf Nessler var far till provinsialläkare Gustaf Adolf Nessler och klockare Johan Wilhelm Nessler samt farfar till teaterchef Gustaf Nessler.
Sin utbildning till klockare fick Nessler av Anders Nordlund som var klockare i Vasa och Mustasaari.
I de orter Nessler verkade i höll han småbarns- och söndagsskolor och införde i dem undervisning i skrivning och läsning. Han arbetade för att bilda Malax första folkskola Köpings folkskola 1881 och för öppnandet av socknens första lånebibliotek 1904.
Nessler var en flitig slöjdare och lantbrukare, han drev även en kvarn vid Långforsen i Malax. 1868 erhöll han Finska hushållningssällskapets större silvermedalj i grönt band "för landtmannaidoghet och andra medborgerliga förtjänster". Då den nya kommunalförvaltningen infördes blev Nessler 1869 kommunalstämmans i Malax första förste ordförande och innehade denna förtroendepost i 12 års tid. Johannes Klockars beskriver i sin bok Första boken om Malax Nessler som "skicklig i allt som hörde till klockaretjänsten och även i övrigt en synnerligen driftig man, som på många områden verkade till ortens fromma".